# John Roos
John Roos (Amsterdam, 15 oktober 1968) is een voormalig Nederlands voetballer. Hij stond onder contract bij AZ en SC Cambuur.

## Statistieken
| Seizoen | Club       | Land      | Competitie     | Wed. | Goals |
| ------- | ---------- | --------- | -------------- | ---- | ----- |
| 1987/88 | AZ         | Nederland | Eredivisie     | 16   | 2     |
| 1988/89 | AZ         | Nederland | Eerste divisie | 34   | 1     |
| 1989/90 | AZ         | Nederland | Eerste divisie | 34   | 9     |
| 1990/91 | AZ         | Nederland | Eerste divisie | 31   | 3     |
| 1991/92 | SC Cambuur | Nederland | Eerste divisie | 30   | 2     |
| 1992/93 | SC Cambuur | Nederland | Eredivisie     | 15   | 0     |
| Totaal  | Totaal     | Totaal    | Totaal         | 160  | 17    |